# Mogoșești, Argeș
Mogoșești este un sat în comuna Vedea din județul Argeș, Muntenia, România.